# Ускоренный диалог с НАТО

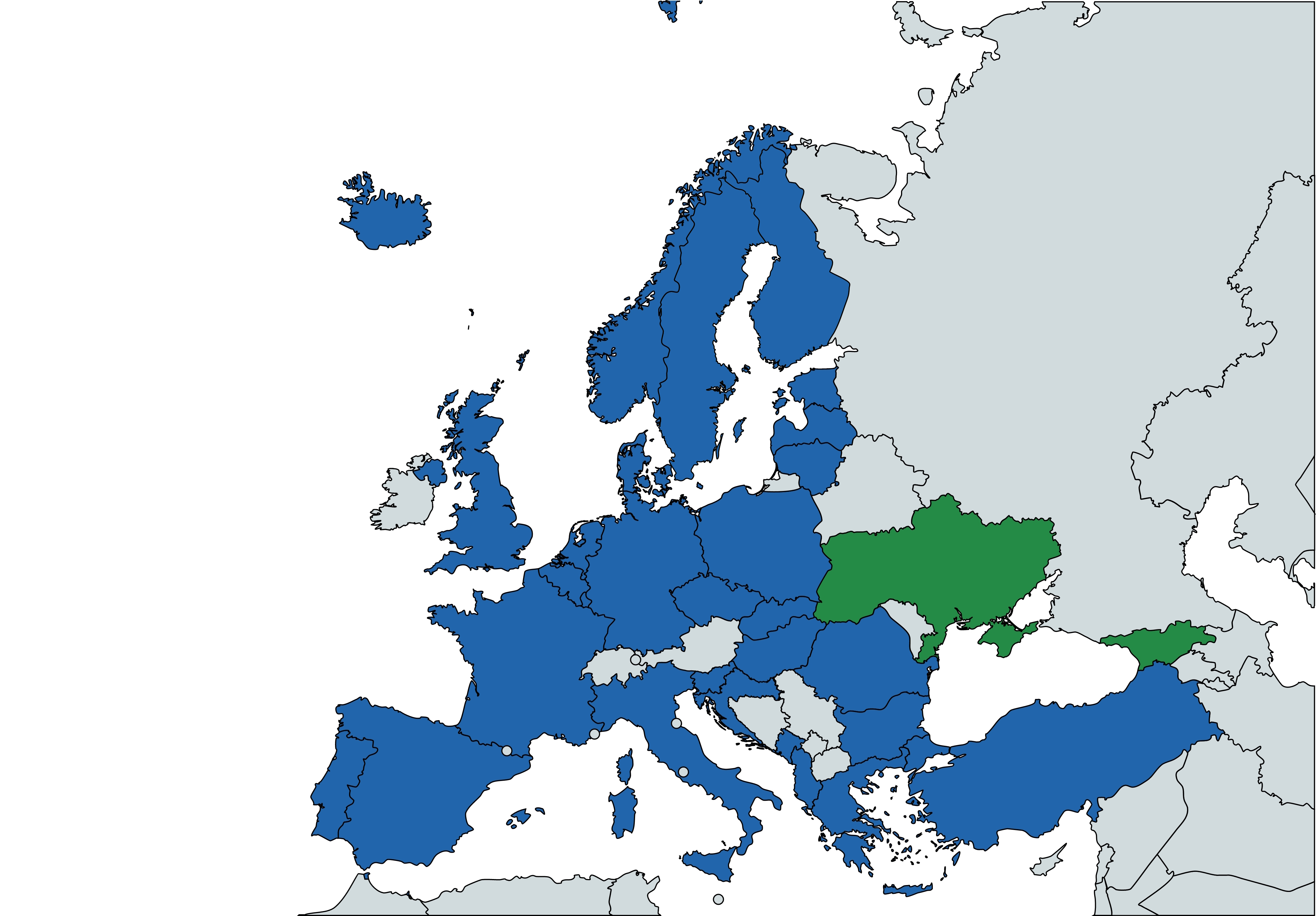
Ускоренный диалог с НАТО
—
— и

Ускоренный (интенсифицированный) диалог с НАТО — (англ.: Accelerated dialogue), вид партнёрства между НАТО и странами не входящими в блок, но имеющими заинтересованность и перспективу будущего членства в альянсе. Данный вид сотрудничества с НАТО предусматривает проведение различных реформ в секторах нац. безопасности, вооружённых силах для адаптации их к стандартам НАТО, и последующем получении плана действий по членству в альянсе. Впервые про возможность создания программы интенсифицированного диалога со странами-участницами программы «Партнёрство ради мира» было объявлено на саммите НАТО в Мадриде в 1997 году.
Страны, участвующие в данном формате партнёрства с НАТО:
- Украина (Апрель 2005)[2]
- Грузия (Сентябрь 2006)[3]